# 342
342（三百四十二、さんびゃくよんじゅうに）は自然数、また整数において、341の次で343の前の数である。

## 性質
- 342は合成数であり、約数は 1, 2, 3, 6, 9, 18, 19, 38, 57, 114, 171, 342 である。
  - 約数の和は780。
    - 80番目の過剰数である。1つ前は340、次は348。
- 342 = 18 × 19
  - 18番目の矩形数である。1つ前は306、次は380。
  - 342 = 181 + 182 = 192 − 191
    - 18の自然数乗の和とみたとき1つ前は18、次は6174。

  - 342 = 2 + 4 + 6 + 8 + 10 + 12 + 14 + … + 34 + 36
- 342 = 2 × 32 × 19
  - 3つの異なる素因数の積で p2 × q × r の形で表せる21番目の数である。1つ前は340、次は348。(オンライン整数列大辞典の数列 A085987)
- 95番目のハーシャッド数である。1つ前は336、次は351。
  - 9を基としたとき32番目のハーシャッド数である。1つ前は333、次は351。
- 約数の和が342になる数は2個ある。(226, 245) 約数の和2個で表せる27番目の数である。1つ前は320、次は378。
- 342 = 73 − 1
  - n = 3 のときの 7n − 1 の値とみたとき1つ前は48、次は2400。(オンライン整数列大辞典の数列 A024075)
  - n = 7 のときの n3 − 1 の値とみたとき1つ前は215、次は511。(オンライン整数列大辞典の数列 A068601)
- 342 = 22 + 72 + 172 = 22 + 132 + 132 = 32 + 32 + 182 = 52 + 112 + 142 = 62 + 92 + 152 = 102 + 112 + 112
  - 3つの平方数の和6通りで表せる8番目の数である。1つ前は329、次は425。(オンライン整数列大辞典の数列 A025326)
  - 342 = 22 + 72 + 172 = 52 + 112 + 142 = 62 + 92 + 152
    - 異なる3つの平方数の和3通りで表せる29番目の数である。1つ前は338、次は349。(オンライン整数列大辞典の数列 A025341)
- 342 = 13 + 53 + 63
  - 3つの正の数の立方数の和1通りで表せる42番目の数である。1つ前は314、次は344。(オンライン整数列大辞典の数列 A025395)
  - 異なる3つの正の数の立方数の和1通りで表せる17番目の数である。1つ前は307、次は349。(オンライン整数列大辞典の数列 A025399)
  - n = 3 のときの 1n + 5n + 6n の値とみたとき1つ前は62、次は1922。(オンライン整数列大辞典の数列 A074516)
- 桁で並べ替えをすると連続自然数になる35番目の数である。1つ前は324、次は345。(オンライン整数列大辞典の数列 A288528)
- n = 342 のとき n と n − 1 を並べた数を作ると素数になる。n と n − 1 を並べた数が素数になる43番目の数である。1つ前は340、次は354。(オンライン整数列大辞典の数列 A054211)
- n = 342 のとき n と n + 1 を並べた数を作ると素数になる。n と n + 1 を並べた数が素数になる41番目の数である。1つ前は338、次は350。(オンライン整数列大辞典の数列 A030457)
  - n = 342 のとき n と n − 1 および n と n + 1 を並べた数が素数になる11番目の数である。1つ前は330、次は390。(オンライン整数列大辞典の数列 A068700)
例．342341 と 342343 は素数。またこの2つの素数は双子素数である。

## その他 342 に関連すること
- 年始から数えて342日目は12月8日、閏年では12月7日。
- 第342歩兵師団は、ベトナム陸軍の師団。
- ハルバート (USS Hulbert, DD-342SS/AVD-6) は、アメリカ海軍の駆逐艦。
- リチャード・W・スーセンス (USS Richard W. Suesens, DE-342) は、アメリカ海軍の護衛駆逐艦。
- チョッパー (USS Chopper, SS/AGSS/IXSS-342) は、アメリカ海軍の潜水艦。
- ボストン茶会事件で海に投げ込まれた茶箱の数。